# Carl Daniel Schwan
Carl Daniel Schwan (* 23. August 1815 in Gießen; † 1. Juni 1882 in Darmstadt) war  Gutspächter und Mitglied des Nassauischen Kommunallandtags.

## Leben
Carl Daniel Schwan war Pächter des Ritterguts Elmshausen, das Wilhelm Winter 1856 geerbt hatte. 

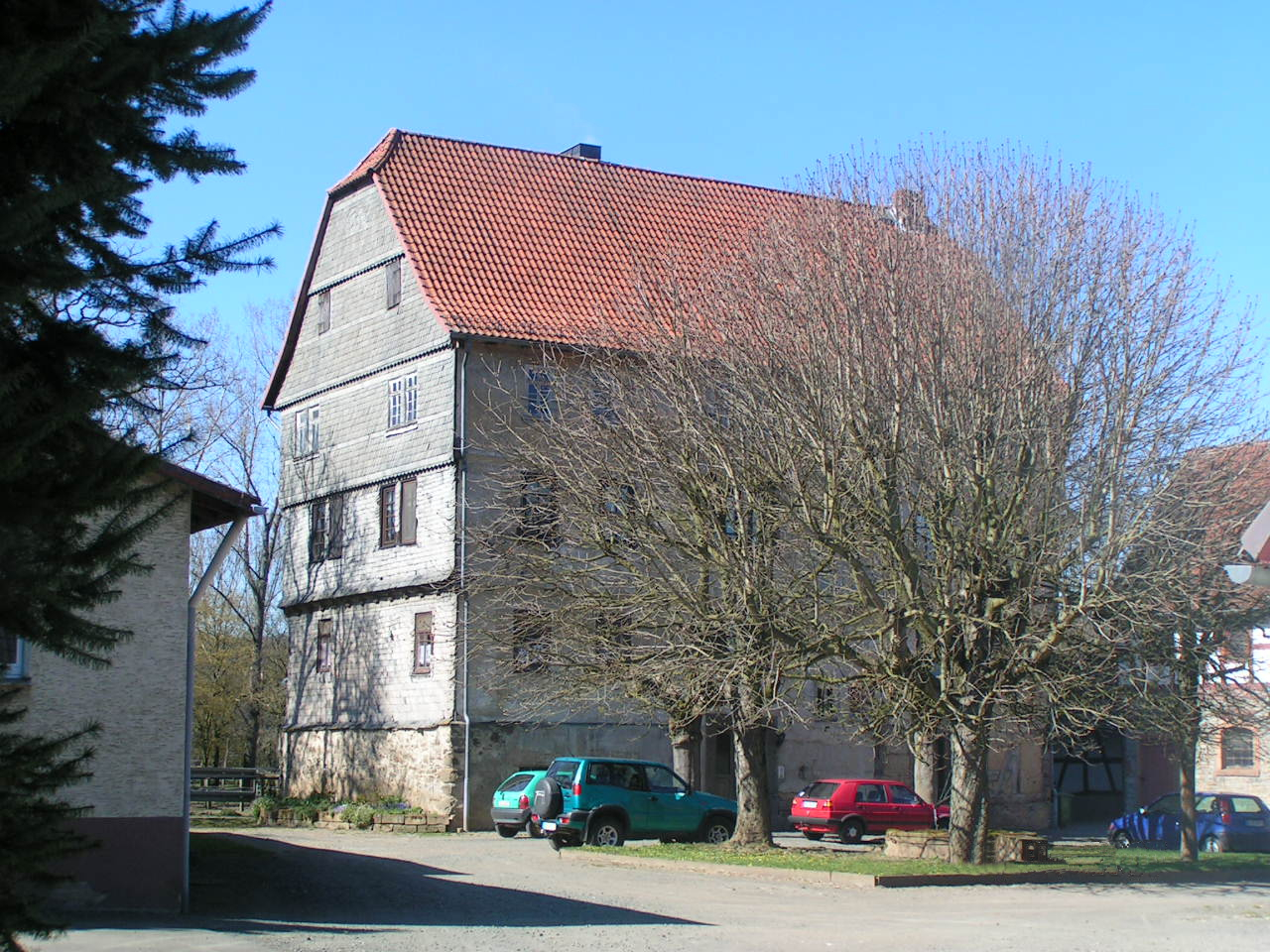
Rittergut Elmshausen, von Carl Daniel Schwan als Pächter bewirtschaftet

Nachdem sich dieser in den Ruhestand verabschiedet und sich auf dem Gut niedergelassen hatte, wurde Schwan 1869  als sein Nachfolger   Mitglied des Nassauischen Kommunallandtags des preußischen Regierungsbezirks Wiesbaden.